# 馬丁·斯佩蓋利

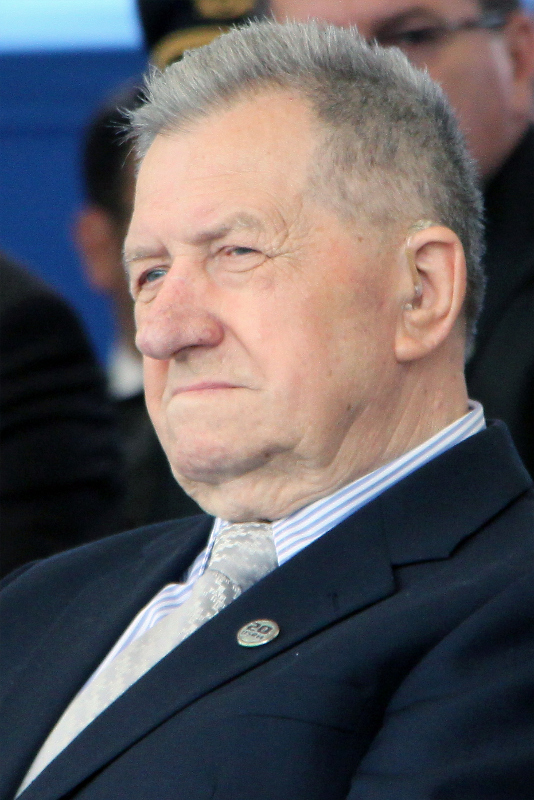
2011年的馬丁·斯佩蓋利

馬丁·斯佩蓋利（Martin Špegelj，1927年11月11日—2014年5月11日），是一名克罗地亚政治人物。他担任克罗地亚第二任国防部长，并担任克罗地亚军队委员会主席。
2014年去世，死因不明，享年87岁。